# Jean-Pierre Giudicelli
Jean-Pierre Giudicelli (* 20. Februar 1943 in Pau; † vor oder am 29. April 2024) war ein französischer Pentathlet.

## Karriere
Giudicelli nahm an den Olympischen Spielen 1968 in Mexiko-Stadt und 1972 in München teil. Mit der Mannschaft gewann er 1968 hinter Ungarn und der Sowjetunion die Bronzemedaille. Neben Giudicelli bestand diese noch aus Lucien Guiguet und Raoul Gueguen. Im Einzelwettbewerb kam er, nachdem er im Fechten die schwächste Leistung im Teilnehmerfeld gezeigt hatte, über den 37. Platz nicht hinaus. 1972 verbesserte er sich auf den 22. Rang, da er seine erneute schwache Fechtleistung durch die viertbeste Zeit im Cross-Country-Lauf wettmachte. Mit der Mannschaft reichte es dagegen nur zum siebten Platz.